# Wpływ potęgi morskiej na historię 1660–1783

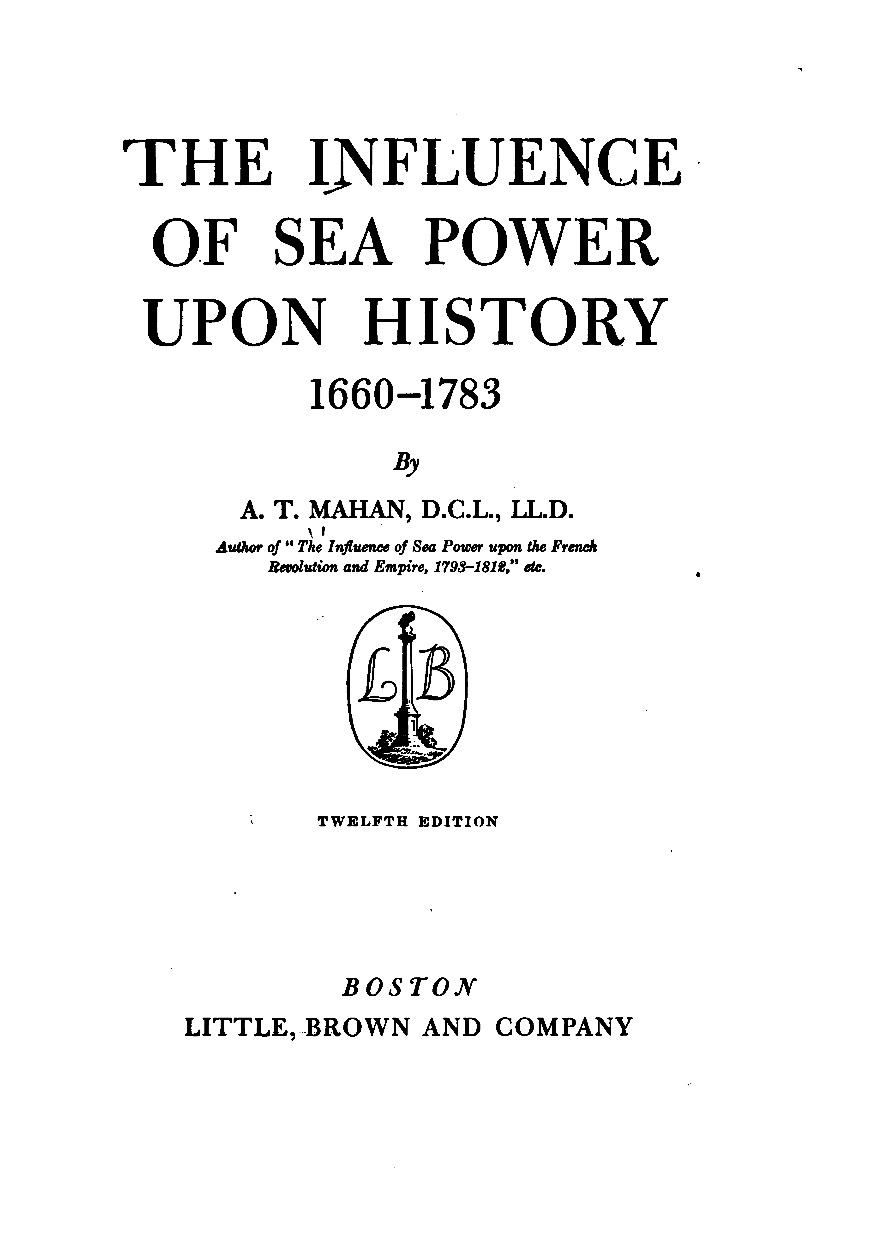
Strona tytułowa dwunastego wydania książki.

Wpływ potęgi morskiej na historię 1660–1783 (ang. The Influence of Sea Power upon History) – książka autorstwa Alfreda Thayera Mahana opublikowana w 1890 roku. Autor postulował w niej budowę silnej floty morskiej, która miała zapewnić dominację Stanom Zjednoczonym na arenie międzynarodowej.